# Radio M
Radio M Post, anciennement HuffPost Algérie, est un site web électronique fondé en 2014 et fermé en 2024. Radio M est aussi une web radio algérienne fondée par le journaliste Ihsane El Kadi en 2013 sous le nom de Maghreb M et fermée en 2022 après la mise sous scellés de ses locaux.

## Historique

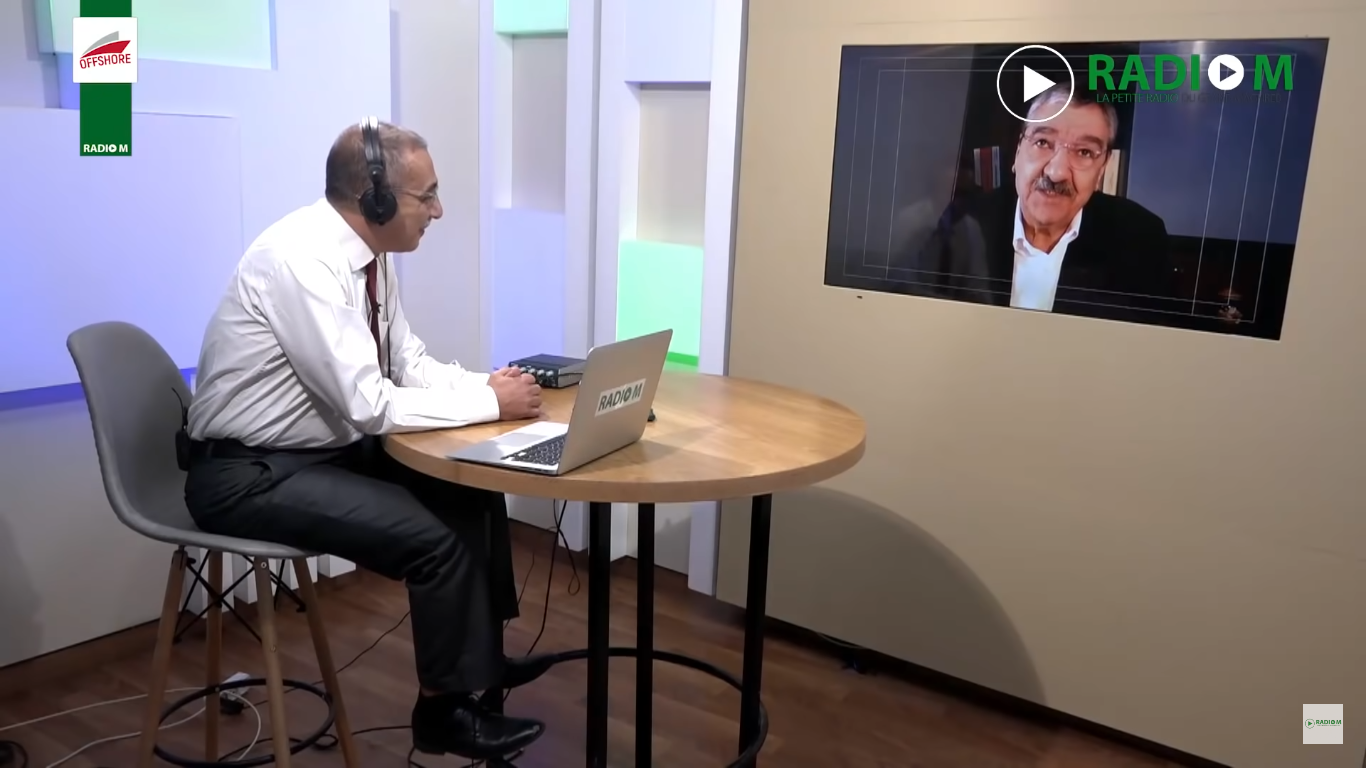
Ihsane El Kadi interviewant Saïd Sadi

Le site voit le jour en août 2014 sous le nom HuffPost Algérie en collaboration avec le journaliste Ihsane El Kadi. Après la fermeture du HuffPost Maghreb en décembre 2019, le site prend le nom de Radio M Post, et devient le portail web de la web radio Radio M, également fondée en 2013 par El Kadi sous le nom de Maghreb M,. Celle-ci a pour origine l'émission Café Presse Politique lancée en vue de l'élection présidentielle algérienne de 2014 et animée par des journalistes du journal économique Maghreb émergent cofondé par El Kadi. La web radio et ce programme sont ensuite pérennisés.
Le site est censuré en avril 2020, avant que la mesure ne soit levée en décembre de la même année.
Les locaux sont mis sous scellés et les équipements radis sont saisis en décembre 2022 après l'arrestation de son rédacteur en chef Ihsane El Kadi. Le site web est censuré dans la foulée, avant de fermer en juin 2024.

## Actionnariat
Radio M a, via Interfaces Médias, pour actionnaires Nabil Mellah,, ainsi que de Tine Hinane El Kadi, fille d'Ihsane El Kadi.

## Journalistes
Parmi les journalistes, on peut citer Ihsane El Kadi, Khaled Drareni, Amira Bouraoui, Souhila Benali, Daïkha Dridi, Lynda Abbou et Saïd Boudour.

## Programme
Cette radio diffuse en français puis également en arabe. Parmi les programmes, on peut citer le Café Presse Politique et Cinq sur cinq.